# Suits LA
Suits: LA es una serie de televisión de drama legal estadounidense creada por Aaron Korsh para NBC. Es la segunda serie derivada de Suits y se estrenó el 23 de febrero de 2025. En mayo de 2025, la serie fue cancelada tras una temporada.

## Reparto

### Principales
- Stephen Amell como Ted Black
- Lex Scott Davis como Erica Rollins
- Josh McDermitt como Stuart Lane
- Bryan Greenberg como Rick Dodsen

### Recurrentes
- Troy Winbush como Kevin
- Alice Lee como Leah
- Rachelle Goulding como Samantha
- Azita Ghanizada como Roslyn
- Gabriel Macht como Harvey Specter

### Invitados
- John Amos como él mismo[4]
- Maggie Grace como Amanda Stevens[5]
- Victoria Justice como Dylan Pryor[5]
- Kevin Weisman como Lester Thompson[5]
- Matt Letscher como el padre de Ted[5]
- Sofía Pernas como Elizabeth Smith[5]
- Carson A. Egan como Eddie Black[5]

## Episodios
| N.º | Título                                  | Dirigido por            | Escrito por                     | Fecha de emisión original | Audiencia (millones) |
| --- | --------------------------------------- | ----------------------- | ------------------------------- | ------------------------- | -------------------- |
| 1   | «Seven Days a Week and Twice on Sunday» | Victoria Mahoney        | Aaron Korsh                     | 23 de febrero de 2025     | 2.61                 |
| 2   | «Old Man Hanrahan»                      | Anton L. Cropper        | Aaron Korsh                     | 2 de marzo de 2025        | 1.47                 |
| 3   | «He Knew»                               | Christopher Misiano     | Genevieve Sparling              | 9 de marzo de 2025        | 1.54                 |
| 4   | «Batman Returns»                        | Silver Tree             | Jon Cowan                       | 16 de marzo de 2025       | 1.59                 |
| 5   | «You're on Your Own»                    | Anton Cropper           | Sharyn Rothstein                | 23 de marzo de 2025       | 1.29                 |
| 6   | «Dester»                                | Michael Smith           | Rick Muirragui                  | 30 de marzo de 2025       | 1.40                 |
| 7   | «Good Times»                            | Cierra 'Shooter' Glaudé | Marshall Knight y Rob LaMorgese | 6 de abril de 2025        | 1.75                 |
| 8   | «Acapulco»                              | Anton L. Cropper        | Sharyn Rothstein                | 13 de abril de 2025       | 1.40                 |
| 9   | «Bat Signal»                            | Silver Tree             | Rick Muirragui                  | 20 de abril de 2025       | 1.31                 |
| 10  | «Slugfest»                              | Erin Feeley             | Maia Henkin                     | 27 de abril de 2025       | 0.97                 |
| 11  | «Tearin' Up My Heart»                   | Erskine Forde           | Jon Cowan                       | 4 de mayo de 2025         | 1.11                 |
| 12  | «Angry Sylvester»                       | Emile Levisetti         | Genevieve Sparling              | 11 de mayo de 2025        | 0.98                 |
| 13  | «Freedom»                               | Michael Smith           | Aaron Korsh                     | 18 de mayo de 2025        | 1.00                 |

## Producción

### Desarrollo
El 12 de octubre de 2023, se anunció que se estaba desarrollando una serie derivada sin título de Suits, con Aaron Korsh como showrunner. El 1 de febrero de 2024, NBC le dio una orden de piloto a Suits: LA. El piloto está escrito por Korsh y dirigido por Victoria Mahoney. El 28 de diciembre de 2023, se informó que la serie derivada se ambientaría en Los Ángeles. El 19 de julio de 2024, se ordenó la producción de Suits: LA. La serie es creada por Korsh, quien se espera que sea productor ejecutivo junto a David Bartis, Doug Liman, Gene Klein y Mahoney. Las empresas productoras involucradas en la serie son Hypnotic y Universal Content Productions. El 7 de agosto de 2024, se informó que el personaje Ted Black se inspiró en Ted Chervin, un agente de CAA y ex director general de ICM Partners. El 9 de mayo de 2025, NBC canceló la serie tras una temporada.

### Selección de reparto
En febrero de 2024, Stephen Amell, Josh McDermitt y Lex Scott Davis fueron elegidos para protagonizar la serie. En marzo de 2024, Bryan Greenberg fue elegido para un papel principal en la serie, con Troy Winbush y Alice Lee uniéndose al reparto como estrellas invitadas, pero están programados para ser recurrentes si el piloto se convierte en serie. El 2 de octubre de 2024, se informó que John Amos fue elegido como estrella invitada para interpretarse a sí mismo. En noviembre de 2024, se anunció que Gabriel Macht repetiría su papel de Harvey Specter de forma recurrente, mientras que Rachelle Goulding y Azita Ghanizada se unieron al reparto en papeles recurrentes. El 10 de diciembre de 2024, Maggie Grace, Matt Letscher, Sofia Pernas y Carson A. Egan fueron seleccionados como estrellas invitadas.

### Rodaje
El 1 de agosto de 2024, se informó que la producción de la serie se había trasladado de Vancouver a Los Ángeles. El piloto fue filmado en Vancouver.

## Emisión
Suits: LA se estrenó el 23 de febrero de 2025 a través de NBC.

## Recepción

### Respuesta crítica
En el agregador de reseñas Rotten Tomatoes la serie tiene un índice de aprobación del 39%, basándose en 31 reseñas, con una calificación promedio de 5.1/10. El consenso crítico del sitio web dice: «Cargada de sombrías historias de fondo, Suits LA se viste como el artículo original, pero carece de la perspicacia necesaria para defenderse por sí misma». En Metacritic, tiene una puntuación media ponderada de 49 sobre 100 basada en 16 críticas, lo que indica reseñas «mixtas o medias».

### Audiencia
| N.º | Título                                  | Fecha de emisión      | ÍA (18–49) | Audiencia (millones) | DVR (18–49) | Audiencia DVR (millones) | Total (18–49) | Audiencia total (millones) | Ref(s) |
| --- | --------------------------------------- | --------------------- | ---------- | -------------------- | ----------- | ------------------------ | ------------- | -------------------------- | ------ |
| 1   | «Seven Days a Week and Twice on Sunday» | 23 de febrero de 2025 | 0.2/3      | 2.61                 | 0.1         | 1.21                     | 0.3           | 3.82                       | [ 8 ]  |
| 2   | «Old Man Hanrahan»                      | 2 de marzo de 2025    | 0.2/2      | 1.47                 | 0.1         | 0.95                     | 0.3           | 2.42                       | [ 9 ]  |
| 3   | «He Knew»                               | 9 de marzo de 2025    | 0.2/2      | 1.54                 | 0.1         | 0.88                     | 0.2           | 2.42                       | [ 10 ] |
| 4   | «Batman Returns»                        | 16 de marzo de 2025   | 0.2/3      | 1.59                 | 0.1         | 0.88                     | 0.3           | 2.47                       | [ 11 ] |
| 5   | «You're on Your Own»                    | 23 de marzo de 2025   | 0.2/2      | 1.29                 | 0.1         | 0.83                     | 0.3           | 2.12                       | [ 12 ] |
| 6   | «Dester»                                | 30 de marzo de 2025   | 0.2/2      | 1.40                 | 0.1         | 0.69                     | 0.3           | 2.09                       | [ 13 ] |
| 7   | «Good Times»                            | 6 de abril de 2025    | 0.2/3      | 1.75                 | 0.1         | 0.66                     | 0.3           | 2.41                       | [ 14 ] |
| 8   | «Acapulco»                              | 13 de abril de 2025   | 0.2/2      | 1.40                 | 0.1         | 0.65                     | 0.2           | 2.05                       | [ 15 ] |
| 9   | «Bat Signal»                            | 20 de abril de 2025   | 0.1/2      | 1.31                 | 0.1         | 0.70                     | 0.2           | 2.00                       | [ 16 ] |
| 10  | «Slugfest»                              | 27 de abril de 2025   | 0.1/1      | 0.97                 | 0.1         | 0.59                     | 0.2           | 1.56                       | [ 17 ] |
| 11  | «Tearin' Up My Heart»                   | 4 de mayo de 2025     | 0.1/2      | 1.11                 | —           | —                        | —             | —                          | [ 18 ] |
| 12  | «Angry Sylvester»                       | 11 de mayo de 2025    | 0.1/2      | 0.98                 | —           | —                        | —             | —                          | [ 19 ] |
| 13  | «Freedom»                               | 18 de mayo de 2025    | 0.1/1      | 1.00                 | —           | —                        | —             | —                          | [ 20 ] |